# Limeira
Limeira est une ville brésilienne de l'État de São Paulo. Sa population était estimée à 300 911 habitants en 2017. La municipalité s'étend sur 581 km2.
Important pôle industriel à l'intérieur de l'État de São Paulo, la ville fut un centre majeur de culture du café au XIXe siècle, symbolisé par la ferme Ibicaba, le plus grand producteur de café pendant plusieurs années. La ferme servit de base au sénateur Vergueiro et plus tard à l'empereur Pedro II, pendant la guerre du Paraguay, devenant ainsi l'un des centres les plus cruels de l'esclavage brésilien. Elle attirera plus tard des milliers d'immigrants et sera le théâtre d'une révolte de colons en 1856. Sous la Seconde République, elle fut un foyer de combat important lors de la révolution constitutionnaliste de 1932, aggravée par des divergences internes.

## Médias
Au téléphonie, la ville était desservie par Telecomunicações de São Paulo. En juillet 1998, elle a été rachetée par la société espagnole Telefónica, qui a adopté la marque Vivo en 2012.
À l'heure actuelle est un opérateur de téléphonie mobile, téléphonie fixe, internet (fibre optique/4G), et télévision (satellite et câble).

## Maires
| Période | Période | Identité              | Étiquette | Qualité |
| ------- | ------- | --------------------- | --------- | ------- |
| 2009    | 2012    | Silvio Félix da Silva | PDT       |         |
| 2013    | 2016    | Paulo Hadich          | PSB       |         |
| 2017    | actuel  | Mário Celso Botion    | PSD       |         |

## Religion
Le Christianisme est présent dans la ville comme suit:

### Église Catholique
L'église catholique de la commune fait partie du Diocèse de Limeira.

### Église Protestante
Les croyances évangéliques les plus diverses sont présentes dans la ville, principalement pentecôtistes, notamment les Assemblées de Dieu brésiliennes (la plus grande église évangélique du pays),, Congrégation Chrétienne au Brésil, entre autres. Ces dénominations se développent de plus en plus dans tout le Brésil.